# Grup de l'al·luaudita
El grup de l'al·luaudita és un grup de minerals que pertany al supergrup de l'al·luaudita. Està format per 31 espècies de minerals fosfats i arsenats de sodi i altres cations, sense anions addicionals i, la majoria d'ells, sense aigües d'hidratació. Els cations són de mida mitjana i gran, entre els quals es troben el magnesi (Mg2+), calci (Ca2+), coure (Cu+,Cu2+), ferro (Fe2+,Fe3+), zinc (Zn2+), manganès (Mn2+) i cadmi (Cd2+). Rep el seu nom de la primera espècie del grup: l'al·luaudita. Un sinònim d'aquest grup és grup de la hagendorfita.
Existeix una gran quantitat de compostos sintètics del tipus al·luaudita.
| Espècie               | Fórmula                               |
| --------------------- | ------------------------------------- |
| Al·luaudita           | (Na,Ca)(Mn,Mg,Fe2+)(Fe3+,Mn2+)₂(PO₄)₃ |
| Al·luaudita-Ca□       | ◻₄Ca₄Mn2+ 4Fe3+ 8(PO₄)₁₂              |
| Al·luaudita-Na□       | ◻₄Na₄Mn2+ 4Fe3+ 8(PO₄)₁₂              |
| Arseniopleïta         | NaCaMnMn₂(AsO₄)₃                      |
| Badalovita            | Na₂Mg₂Fe3+(AsO₄)₃                     |
| Bradaczekita          | NaCu₄(AsO₄)₃                          |
| Calciojohil·lerita    | NaCaMg₃(AsO₄)₃                        |
| Camanchacaïta         | NaCaMg₂[AsO₄][AsO₃(OH)]₂              |
| Canutita              | NaMn₃(AsO₄)[AsO₃(OH)]₂                |
| Cariïnita             | (Na,Pb)(Ca,Na)CaMn2+ 2(AsO₄)₃         |
| Erikapohlita          | Cu2+ 3(Zn,Cu,Mg)₄Ca₂(AsO₄)₆·2H₂O      |
| Ferroal·luaudita      | NaFe2+Fe3+ 2(PO₄)₃                    |
| Ferroal·luaudita-NaNa | Na₄Na₄Fe2+ 4Fe3+ 8(PO₄)₁₂             |
| Ferrohagendorfita     | NaCaFe2+Fe2+ 2(PO₄)₃                  |
| Groatita              | NaCaMn₂(PO₄)[PO₃(OH)]₂                |
| Hagendorfita          | NaCaMn2+Fe₂2+(PO₄)₃                   |

| Espècie            | Fórmula                           |
| ------------------ | --------------------------------- |
| Hagendorfita-NaNa  | Fe2+Mn2+(PO₄)-(Na)(Na)            |
| Hatertita          | Na₂(Ca,Na)(Fe3+,Cu)₂(AsO₄)₃       |
| Johil·lerita       | NaCuMg₃(AsO₄)₃                    |
| Keyita             | Cu2+ 3Zn₄Cd₂(AsO₄)₆·2H₂O          |
| Khrenovita         | Na₃F33+ 2(AsO₄)₃                  |
| Maghagendorfita    | (Na,□)MgMn2+(Fe2+,Fe3+)₂(PO₄)₃    |
| Magnesiocanutita   | NaMnMg₂[AsO₄]₂[AsO₂(OH)₂]         |
| Magnesiohatertita  | (Na,Ca)₂Ca(Mg,Fe3+)₂(AsO₄)₃       |
| Magnesioqingheiïta | Na2Mg(MgAl)(PO4)3                 |
| Nickenichita       | (Na,Ca,Cu)1,6(Mg,Fe3+,Al)₃(AsO₄)₃ |
| O'danielita        | H₂NaZn₃(AsO₄)₃                    |
| Paraberzeliïta     | NaCa₂Mg₂(AsO₄)₃                   |
| Varulita           | NaCaMn2+ 3(PO₄)₃                  |
| Yazganita          | NaMgFe3+ 2(AsO₄)₃·H₂O             |
| Zhanghuifenita     | Na₃Mn2+ 4Mg₂Al(PO₄)₆              |
| Zincobradaczekita  | NaZn₂Cu₂(AsO₄)₃                   |

## Jaciments
Els minerals d'aquest grup es troben distribuits per tot el planeta. Als territoris de parla catalana només se n'ha trobat al·luaudita en tres indrets: al massís de l'Albera (Pirineus Orientals), al camp de pegmatites de Cotlliure (Ceret, Pirineus Orientals), i al Cap de Creus (Alt Empordà).

## Galeria d'imatges

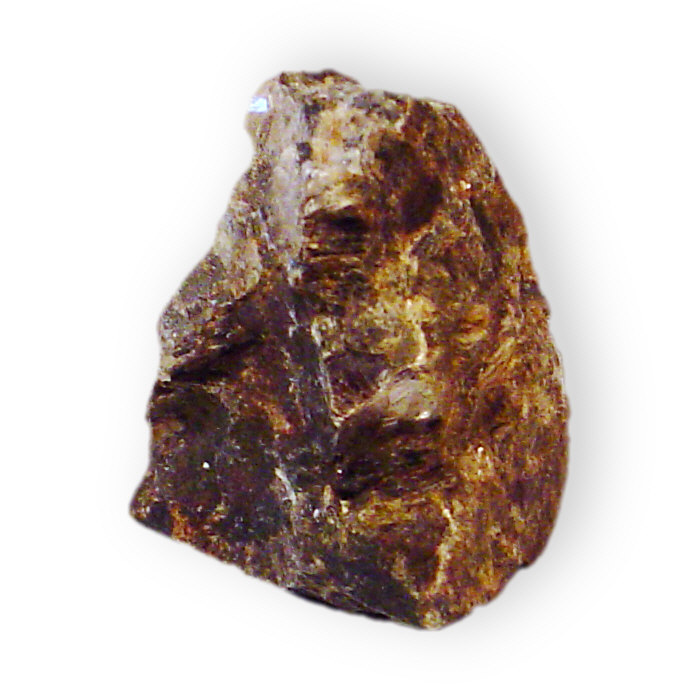
Al·luaudita
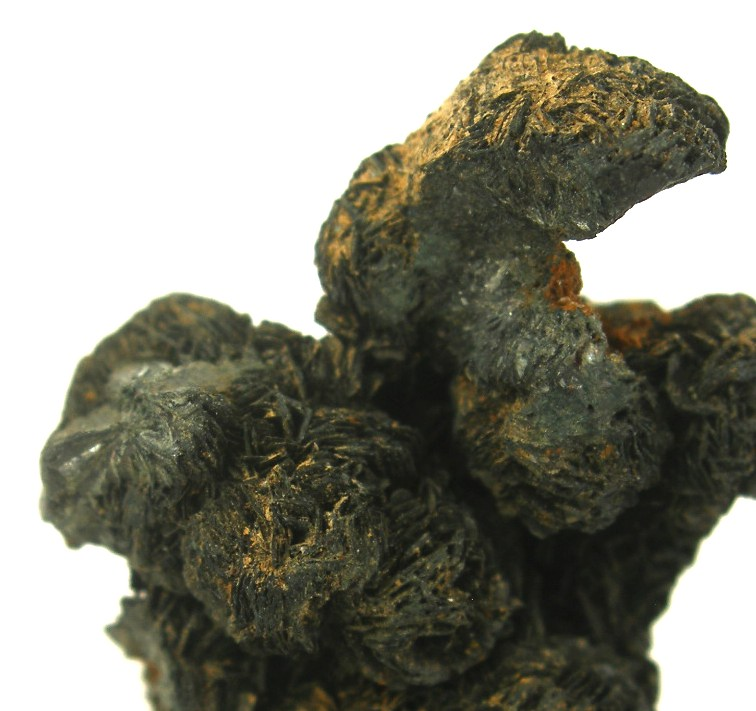
Hagendorfita
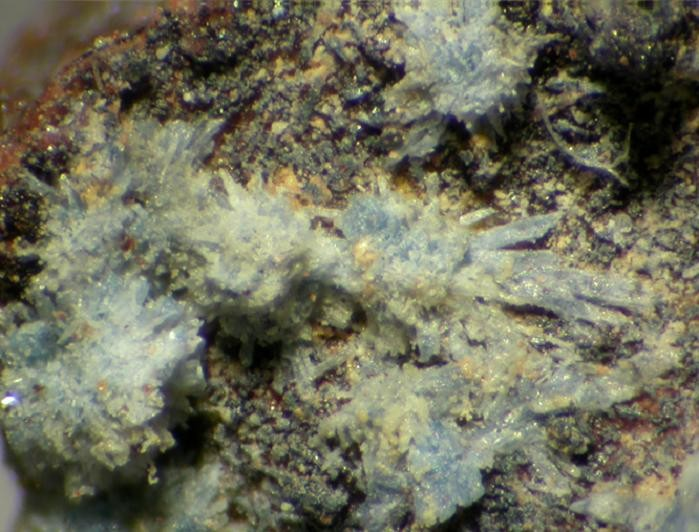
Nickenichita